# Соснові насадження (заказник)
Сосно́ві наса́дження — ландшафтний заказник місцевого значення. Розташовується в місті Святогірськ Донецької області.
Статус заказника присвоєно рішенням Донецької обласної виконкому № 276 від 27 червня 1984 року. Заказник займає площу — 686 гектар.
Входить до складу Національного природного парку «Святі гори»
Являє собою соснові насадження, розташовані навколо міста Святогірськ, вік яких до 120 років.
На 19 сесії Донецької обласної ради розглядалося питання про скасування статусу заказника «Соснові насадження» і статус заказника був скасований (Рішення №5/19-600 від 26.09.2008 року).
Координати: 49°03′45″ пн. ш. 37°32′30″ сх. д. / 49.06250° пн. ш. 37.54167° сх. д..